# Farkaska
Farkaska (szlovákul Vlčkovo) Dezsér község településrésze, korábban önálló falu Szlovákiában, a Trencséni kerületben, a Báni járásban.

## Fekvése
Bántól 7 km-re északnyugatra fekszik. Dezsér nyugati végét alkotja.

## Története
A 18. század végén Vályi András így ír róla: „FARKASKA. Tót falu Trentsén Vármegyében, birtokosai Vásárhelyi, Csetneki, és más Urak, lakosai katolikusok, fekszik Dészér mellett, Zaj Ugrótztól nem meszsze. Határja középszerű, szénája, legelője, fája, makkja hasonlóképen, második Osztálybéli.”
Fényes Elek 1851-ben kiadott geográfiai szótárában így ír a faluról: „Farkaska, tót falu, Trencsén vmegyében: 110 kath., 2 evang., 4 zsidó lak. F. u. Motesiczky, Trencsénhez 2 1/2 órányira.”
A trianoni békéig Trencsén vármegye Báni járásához tartozott.
1964-ben csatolták Dezsérhez.

## Népessége
1910-ben 90, túlnyomórészt szlovák lakosa volt.

## Külső hivatkozások
- Farkaska Szlovákia térképén

## Lásd még
- Dezsér